# Sin Fronteras On Tour
Sin Fronteras On Tour es la segunda gira musical de la cantante mexicana Dulce María en su carrera como solista en apoyo a su segundo material discográfico, Sin Fronteras (2014), lanzado en julio de 2014. El tour inicia el 12 de septiembre de 2014 en Porto Alegre, y finaliza el 26 de diciembre de 2015 en Chilpancingo, con un total de 18 presentaciones

## Participaciones especiales
- Henry Méndez (26 de julio de 2014 - Durante "No Regresa Más")
- Manu Gavassi (14 de septiembre de 2014 - Durante "Antes Que Ver El Sol")
- Valesca Popozuda (22 de abril de 2015 - Durante "Shots de Amor")

## Setlist

### Sin Fronteras On Tour
1. "Sí Tú Supieras"
2. "Cementerio de Los corazones Rotos"
3. "Dicen"
4. Medley RBD 1: "Inalcanzable" / "Aún Hay Algo" / "Sólo Quédate en Silencio"
5. "Corazón En Pausa"
6. "Lágrimas"
7. "Después de Hoy"
8. "Yo Sí Quería"
9. Medley: "Déjame Ser" / "Más Tuya que Mía" / "Lágrimas Perdidas"
10. "Quiero Poder" "
11. Luna"
12. "En Contra"
13. Medley RBD 2: "Tenerte y Quererte" / "Otro Día Que Va" / "Me Voy" / "Celestial"
14. "No Pares"
15. "Ingenua"
16. "Te Quedarás"
17. "Antes Que Ver El Sol"
18. "Shots de Amor"
19. "Inevitable"
20. "Lo Intentare"
21. "Ya No"
22. "O lo haces tu o lo hago yo"

#### Sin Fronteras On Intimate Tour
- "Sí Tú Supieras"
- "Cementerio de Los corazones Rotos"
- "Lágrimas"
- "Después de Hoy"
- "Yo Sí Quería"
- "Shots de Amor"
- "En Contra"
- "No Pares" ²
- "Antes Que Ver El Sol"
- "Te Quedarás"³
- "O Lo Haces Tú O Lo Hago Yo"
- Medley RBD: "Inalcanzable" / "Aún Hay Algo" / "Solo Quedate en Silencio"
- "Inevitable"
- "No Regresa Más"

¹La orden del selist fue alterada durante los shows.
² Durante el show de Bello Horizonte, en Brasil, Dulce invitó a una fan para cantar la canción No Pares junto con ella, pues la fan le había contado a ella durante un encuentro con la cantante que la música la ayudó a superar el cáncer que tuvo.

## Fechas
| Pre-tour                   |                  |           |                         |                        |
| Fecha                      | Ciudad           | País      | Local                   | Observaciones          |
| 12 de marzo de 2014        | São Paulo        | Brasil    | Carioca Club            | Showcase               |
| 21 de mayo de 2014         | Ciudad de México | México    | Lunario                 | Presentación del álbum |
| On Tour & On Intimate Tour |                  |           |                         |                        |
| 26 de julio de 2014        | Málaga           | España    | Holiday Polynesia       | On Intimate Tour       |
| 12 de septiembre de 2014   | Porto Alegre     | Brasil    | Opinião                 | On Tour                |
| 14 de septiembre de 2014   | São Paulo        | Brasil    | Via Marques             | On Tour                |
| 16 de septiembre de 2014   | Río de Janeiro   | Brasil    | Miranda                 | On Intimate Tour       |
| 17 de septiembre de 2014   | Recife           | Brasil    | Estelita                | On Intimate Tour       |
| 18 de septiembre de 2014   | Fortaleza        | Brasil    | House Of Sensations     | On Tour                |
| 20 de septiembre de 2014   | Bello Horizonte  | Brasil    | Music Hall              | On Intimate Tour       |
| 21 de septiembre de 2014   | Curitiba         | Brasil    | Espacio Vanilla         | On Tour                |
| 2 de octubre de 2014       | Mérida           | México    | Plaza Sendero           | Showcase               |
| Reloaded Tour              |                  |           |                         |                        |
| 5 de abril de 2015         | Puebla           | México    | Foro Artístico Victoria |                        |
| 22 de abril de 2015        | São Paulo        | Brasil    | Audio Club              |                        |
| 24 de abril de 2015        | Buenos Aires     | Argentina | Niceto Club             |                        |
| 13 de junio de 2015        | Santiago         | Chile     | Teatro Teletón          |                        |
| 4 de julio de 2015         | Madrid           | España    | Sala Taf                |                        |
| 11 de septiembre de 2015   | Nuevo Laredo     | México    | Teatro del Pueblo       |                        |
| 26 de diciembre de 2015    | Chilpancingo     | México    | Teatro del Pueblo       |                        |